# Kruk meksykański
Kruk meksykański, kruk białoszyi (Corvus cryptoleucus) – gatunek dużego ptaka z rodziny krukowatych (Corvidae). Rodzimy gatunek dla Stanów Zjednoczonych i Meksyku. Nie jest zagrożony.

## Systematyka
Gatunek ten po raz pierwszy zgodnie z zasadami nazewnictwa binominalnego opisał w 1854 roku Darius N. Couch. Autor nadał mu nazwę Corvus cryptoleucus, która obowiązuje do tej pory. Jako miejsce typowe wskazał stan Tamaulipas w Meksyku, co później uściślono na Charco Escondido w tymże stanie. Jest to gatunek monotypowy.
Badania dokonane w 2005 roku skoncentrowane na fragmencie mitochondrialnego DNA po porównaniu z segmentem DNA kruka (Corvus corax) wykazały duże podobieństwo. Jest ono większe u mtDNA kalifornijskiego kladu kruków z krukami meksykańskimi niż z krukami żyjącymi w holarktycznym kladzie.

## Morfologia
Proporcjami porównywalny jest do kruka (Corvus corax) – ma silny dziób. Ma podobne rozmiary do czarnowrona, ale może być nieco większy (44–51 cm długości) od wrony amerykańskiej. Waży 380–670 g. Całe upierzenie ptaka jest czarne z intensywnym fioletowo-niebieskim połyskiem w dobrym nasłonecznieniu. Nosowe szczeciniaste pióra występują dalej na dziobie niż u innych przedstawicieli rodzaju Corvus, do około 2/3 jego długości. Pióra na szyi są u podstawy białe (widać to jednak tylko gdy są nastroszone na silnym wietrze). Dziób, nogi i pazury są czarnej barwy.

## Występowanie
Kruk meksykański występuje w południowo-zachodnich i środkowo-zachodnich stanach USA i w północnym Meksyku, włączając w to południowo-wschodnią Arizonę, południowy i wschodni Nowy Meksyk, południowo-wschodnie Kolorado, południowo-zachodnie Kansas, zachodnią Oklahomę oraz południowy i zachodni Teksas. Zimuje w granicach zasięgu letniego oraz nieco dalej na południe – w północno-zachodnim i środkowym Meksyku.

## Zachowanie

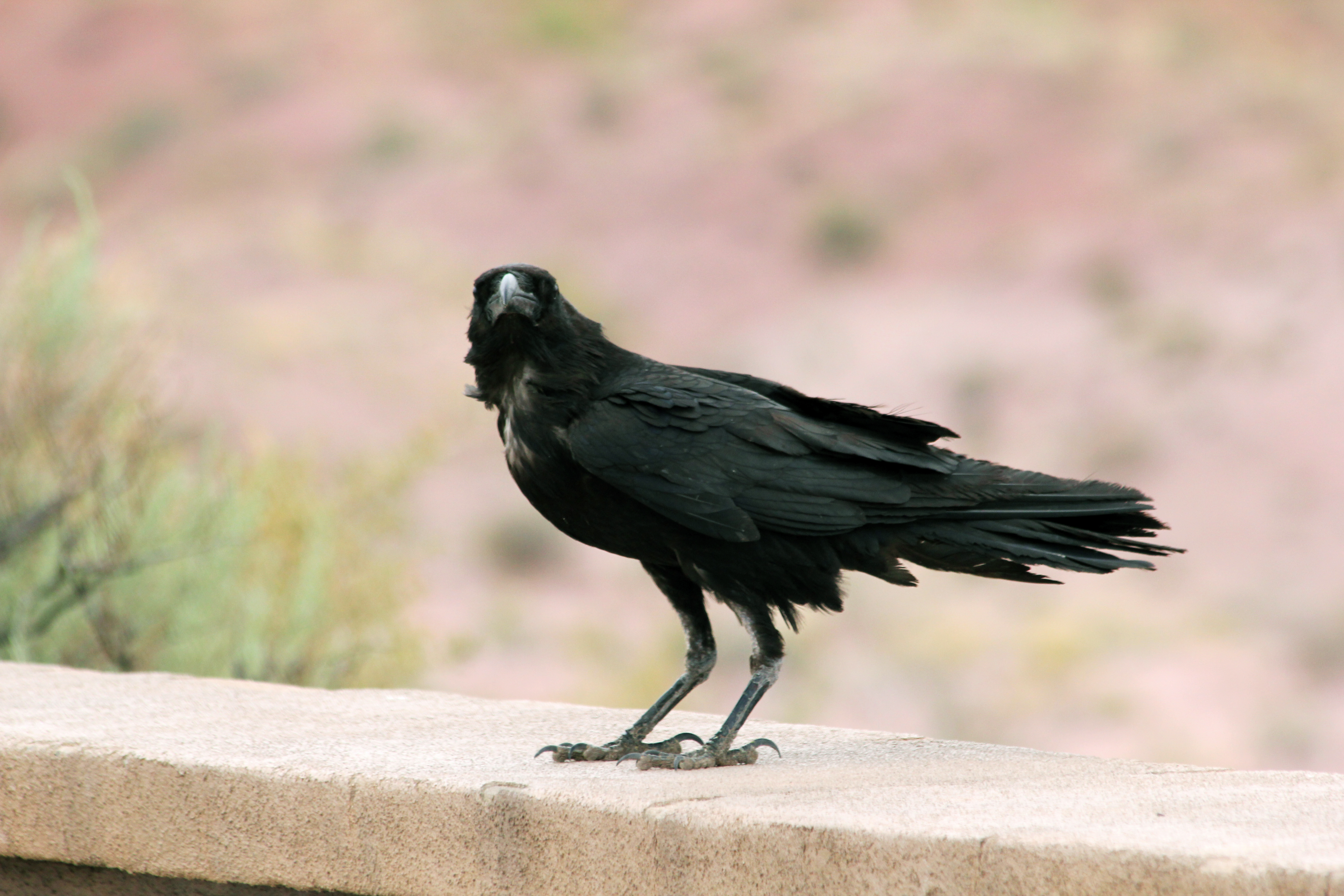
Kruk meksykański ma czarne fioletowo-niebiesko lśniące upierzenie

### Pożywienie
Żywi się na polach uprawnych z ziarnami zbóż oraz różnymi bezkręgowcami, małymi gadami, padliną i resztkami ludzkiego jedzenia, owocami kaktusów, jajami i pisklętami.

### Pisklęta
Gniazda zbudowane są zarówno na drzewach, w dużych krzewach, a nawet w starych budowlach. Samica składa zwykle 5–7 jaj, dość późno, bo w maju. Okres ten jednak obfituje w owady, którymi żywią się młode żyjące w suchym środowisku.

### Głos
Odgłosy przypominają dźwięki kruka Corvus corax wydając „pruk-pruk” i inne formy krakania, choć nie ma ono tak głębokiego wydźwięku i nie jest tak różnorodne.

## Status
W Czerwonej księdze gatunków zagrożonych IUCN kruk meksykański jest klasyfikowany jako gatunek najmniejszej troski (LC – Least Concern). W 2017 roku organizacja Partners in Flight szacowała liczebność populacji lęgowej na około 840 tysięcy osobników. Trend liczebności populacji oceniany jest jako stabilny.